# Neoleptoneta delicata
Espèce
Synonymes
- Leptoneta delicata Gertsch, 1971

Neoleptoneta delicata est une espèce d'araignées aranéomorphes de la famille des Leptonetidae.

## Distribution
Cette espèce est endémique du Querétaro au Mexique. Elle se rencontre dans une mine de fer à Pinal de Amoles.

## Description
Le mâle holotype mesure 2 mm et la femelle paratype 1,9 mm.

## Publication originale
- Gertsch, 1971 : A report on some Mexican cave spiders. Association of Mexican Cave Studies Bulletin, vol. 4, p. 47-111 (texte intégral).